# Liste der Asteroiden, Nummer 216501 bis 217000
Die nachfolgende Tabelle enthält eine Teilliste der Asteroidenübersicht. Die in der ersten Spalte aufgeführten Ziffern geben die Reihenfolge ihrer endgültigen Katalogisierung an, dienen als Identifikationsnummer und sind Bestandteil des Namens.
Die Hintergrundfarbe gibt den Orbittyp an:
| Hauptgürtelasteroid innerhalb der 3:1-Kirkwoodlücke bei 2,50 AE              |
| Hauptgürtelasteroid zwischen der 3:1-Kirkwoodlücke und der 5:2-Kirkwoodlücke |
| Hauptgürtelasteroid außerhalb der 5:2-Kirkwoodlücke bei 2,82 AE              |
| Erdnaher Asteroid vom Amor-Typ                                               |
| Erdnaher Asteroid vom Apollo-Typ                                             |
| Erdnaher Asteroid vom Aten-Typ                                               |
| Erdnaher Asteroid vom Atira-Typ                                              |
| Mars-Trojaner                                                                |
| Jupiter-Trojaner                                                             |
| Neptun-Trojaner                                                              |
| Zentauren                                                                    |
| Transneptunisches Objekt                                                     |

Besondere Merkmale sind durch Umrandung gekennzeichnet:
| Marsbahnkreuzer. Hauptgürtelasteroid mit einem Perihel kleiner als das Perihel des Mars (1,381 AE)                                   |
| Marsbahngrazer. Hauptgürtelasteroid mit einem Perihel größer als das Perihel des Mars aber kleiner als das Aphel des Mars (1,666 AE) |
| Potenziell gefährlicher Asteroid (Hintergrund-Farbe gemäß Orbittyp)                                                                  |
| Zwergplanet |

## Asteroiden Nummer 216501 bis 217000
| 216501–216600 | 216601–216700 | 216701–216800 | 216801–216900 | 216901–217000 |
| ------------- | ------------- | ------------- | ------------- | ------------- |

| Nummer und Name     | Große Halbachse (in AE) | Quelle    | Datum der Entdeckung | Entdecker                |
| ------------------- | ----------------------- | --------- | -------------------- | ------------------------ |
| (216757) Vasari     | 3.1197                  | JPL-Daten | 13. September 2005   | Vincenzo Silvano Casulli |
| (216812) 2006 TA118 | 3.0038                  | JPL-Daten | 3. Oktober 2006      | Andrew Becker            |
| (216832) 2006 VQ131 | 2.5853                  | JPL-Daten | 15. November 2006    | CSS                      |